# Jan D. van Laar
Jan Dirk van Laar (Rhenen, 17 juni 1936) is een Nederlands organist, componist en tekstdichter.

## Biografie

### Jeugd en opleiding
Van Laar groeide op in een hervormd gezin van zes kinderen. Thuis hadden zijn ouders een harmonium waarop hij vanaf zijn negende begon te spelen. Hij speelde uit de bundel 'De Melodieën der Psalmen en Lof- en Bedezangen' muziekstukken van Jan Worp. Doordat hij van zijn vader geen muzieklessen kon krijgen ging hij naar de kweekschool in Ede. In die zelfde periode studeerde hij aan het Utrechts Conservatorium waar hij les kreeg van Stoffel van Viegen. Hij behaalde in mei 1955 zijn Getuigschrift voor de Praktijk van het Kerkorgelspel van de Nederlandse Organistenvereniging. Na twee jaar slaagde hij voor zijn theoretische Staatsexamen orgel A. Hij rondde in 1958 zijn opleiding aan de kweekschool af waarna hij zijn militaire dienst vervulde. Hierna studeerde hij aan het conservatorium van Den Haag waar hij orgellessen kreeg van Adriaan Engels en pianolessen van Simon Admiraal. Hij behaalde in 1963 zijn akte muziekonderwijs voor piano.

### Loopbaan
Van Laar was in 1963 muziekleraar in Benthuizen. Hierna werd hij muziekdocent aan de kweekschool in Ede. In 1970 werd hij docent schoolmuziek aan het conservatorium in Zwolle. In 1973 was hij muziekdocent aan de Hogeschool Drenthe. Hij vervulde deze functie tot 1992. Als organist was hij verbonden aan de Scheppingskerk in Zwolle, de Grote Kerk in Emmen en de Dorpskerk in Bathmen. Tussen 1998 en 2004 was hij voorzitter van de Commissie voor de Kerkmuziek binnen de Nederlandse Hervormde Kerk. Ook was hij tien jaar lang hoofdredacteur van het tijdschrift "Eredienstvaardig". Als componist schreef hij vele kerkliederen en maakte hij koraalbewerkingen. Hij was enige tijd ook werkzaam voor het Liedboek voor de Kerken. Daarnaast bracht hij ook een aantal boeken uit en schreef gedichten voor volwassenen.

## Bladmuziek
Een selectie met muziekstukken voor Liedboek voor de Kerken.
- Heer, blijf bij ons, kom in ons huis
- Adem van God, vernieuw ons bestaan
- Veertig jaren lopen door het hete zand
- Dans en zing: hosanna voor de koning
- Toen Jezus had gebeden
- Er wordt een nieuwe stad gebouwd

## Publicaties
- 1975 - Pensiere
- 1977 - Tokoyo
- 1978 - Playtime
- 1978 - Orgelboek voor de Psalmen
- 1980 - Voorspelen voor de psalmen
- 1982 - Twaalf kleine partita’s
- 1985 - Orgelboek bij de 491 gezangen
- 1988 - Muziek in oude stijl
- 1988 - Bijbelliederen voor jonge kinderen
- 1995 - Koraalbewerkingen over de 150 psalmen
- 1996 - Orgelboek bij de 150 psalmen
- 1996 - 30 intonaties
- 1999 - Begeleidingsbundel bij het Dienstboek
- 2004 - Nieuw Orgelboek bij de 491 gezangen
- 2010 - Verzamelde liedbewerkingen voor orgel
- 2010 - Alle vogels vliegen